# Franca Raimondi
Franca Raimondi (Monopoli, 8 de julio de 1932 - Monopoli, 28 de agosto de 1988) fue una cantante italiana que estuvo de moda en la década de los 50.
En 1956, Franca Raimondi ganó el Festival de la Canción de San Remo en 1956 con el tema «Aprite le finestre» (Abrid las ventanas). Ese mismo año, Raimondi representó a Italia en el primer Festival de Eurovisión con la misma canción. Solo se anunció el tema ganador, por lo que se desconoce la posición que alcanzó. En años posteriores, Franca participó en el programa Canzonissima y en el Festival di Napoli.